# Свитыч (хор)

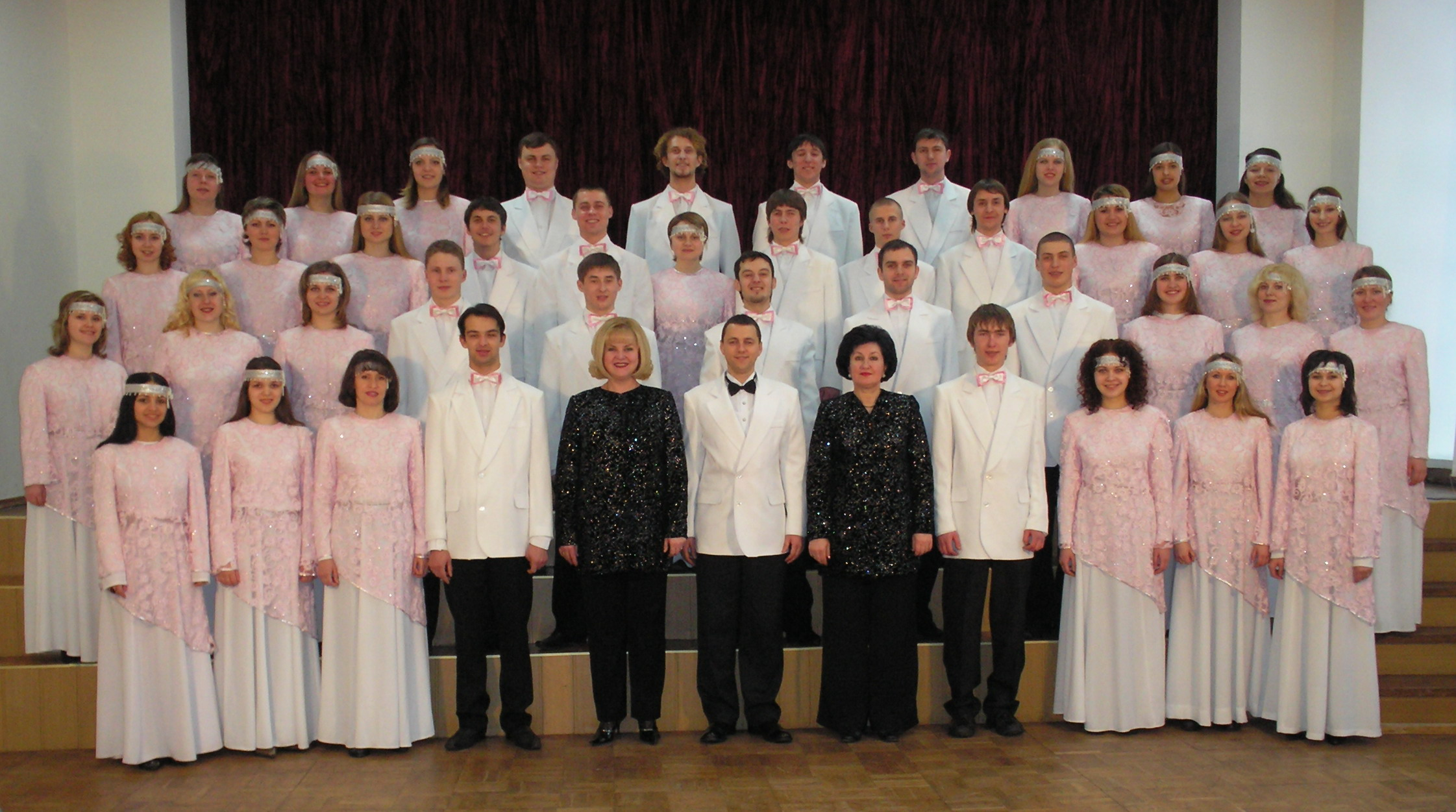

Молодёжный хор «Свитыч» — хор Нежинского государственного университета имени Николая Гоголя, создан в 1993 году. Художественные руководители и дирижёры хора — Шумская Людмила Юрьевна и Костенко Людмила Васильевна. Концертмейстер — Брюзгина Галина Георгиевна.
Создан в 1993 году как любительский. В настоящее время в составе певцов хора — студенты музыкального, филологического, физико-математического, социально-гуманитарного факультетов, молодые учителя города Нежина.
Слово «Свитич» трактуется как большая свеча, факел, подсвечник, светило, а также в переносном значении как источник истины, правды, воли, образования и т. д.
Коллектив осуществил более 80 записей в фонд Национальной радиокомпании Украины, выпустил лицензионные компакт-диски. Молодёжный хор «Свитыч» - неизменный участник университетских, городских и региональных мероприятий, правительственных концертов, отчетов Черниговщины в Киеве, принимал участие в традиционных встречах Черниговского землячества, всеукраинских и международных научно-практических конференциях. Хор неоднократно выступал на ведущих сценах Украины.

## Дирижёры
- Шумская Людмила Юрьевна. Образование: дирижёрско-хоровой отдел Черкасского музыкального училища им. С. Гулака-Артемовского, дирижёрский факультет Национальной Музыкальной академии Украины им. П. И. Чайковского, аспирантура Института фольклора и этнографии АН Украины. Заслуженный деятель искусств Украины, профессор кафедры вокально-хорового мастерства НИУ им. Н. Гоголя.
- Костенко Людмила Васильевна. Образование: музыкально-педагогический факультет Нежинского государственного педагогического института им. М. В. Гоголя, дирижёрский факультет Львовской музыкальной академии, аспирантура Национального педагогического университета им. М.Драгоманова. Заслуженный деятель искусств Украины, профессор, заведующий кафедрой вокально-хорового мастерства НИУ им. Н. Гоголя..

## Репертуар
Формирование репертуарной стратегии и становлении художественно-исполнительской концепции хора проходило в трех направлениях:
- украинские церковные песнопения (Г. Березовский. Ведель, М. Вербицкий, А. Гнатишин, М. Дилецкий Н., Лысенко, Н., П. Леонтович, К. Стеценко);
- обработки народных песен и хоровые произведения украинских композиторов (Г. Гаврилец, Л. Дичко, В. Зубицкий, Б. Лятошинский, Л. Ревуцкий, Е. Станкович, В. Степурко, В. Стеценко, Б. Фильц, Н. Шух);
- шедевры мировой классики (Я. Аркадельт, Ж. Бизе, Р. Вагнер, Дж. Верди, Дж. Гершвин, О. Лассо, П. Масканьи, Дж. Россини, Р. Твардовский, С. Франк, П. Чайковский).

## Хоровые конкурсы
- Третий Всеукраинский хоровой конкурс им. М. Леонтовича (Киев, 1997) — Лауреат, победитель категории камерных хоров;
- Международный хоровой конкурс духовной музыки «Магутны Божья» в г. Могилеве — Беларусь, 1995 г.) — Лауреат второй премии;
- XVII Международный конкурс музыки церковной в г. Гайновка (Польша, 1998 г.) — Лауреат второй премии;
- I Международный хоровой конкурс «Голоса над Гардою» в категории камерных хоров (Италия, 1998 г.) — Золотой Диплом;
- I Международный хоровой конкурс им. И. Брамса в категории камерных хоров — Германия, 1999 г.) — Золотой Диплом;
- I Всемирная хоровая Олимпиада «Линц — 2000» (Австрия) — Золотая медаль в категории камерных хоров;
- II Международный хоровой конкурс им. И. Брамса в категории «Сценический фольклор» (Германия, 2001 г.) — Золотой диплом и специальный приз «За артистическое мастерство»;
- XXI Международный хоровой фестиваль — конкурс в городе Ниш в категории молодёжных хоров (Сербия, 2006 г.) — Кубок — Гран-при фестиваля и специальным диплом им. М. Вельковича «За лучшее исполнение композиций отечественных авторов»;
- V Международный хоровой конкурс им. И. Брамса в категории «Молодежные хоры» (Германия, 2007 г.) — Золотой диплом и специальный диплом «Победитель категории»;
- Второй Всеукраинский фестиваль-конкурс хорового искусства, посвященный 20-летию независимости Украины (Киев, 2011 г.)[1] — Диплом лауреата Первой степени и Специальный кубок;
- 17-й Международный хоровой конкурс духовной музыки в г. Превеза (Греция, 2011 г.) — Обладатель Золотой медали и Первой премии;
- Третий Всеукраинский фестиваль-конкурс хорового искусства, посвященный юбилею Героя Украины А. Авдиевского (Киев, май 2013 г.)[2]. Первая премия, Диплом I степени и звание Лауреата, медаль К. Пигрова;
- 20-й Международный фестиваль хорового пения в Провансе (Франция, 2014) — Диплом Лауреата в категории Молодёжных академических хоров;
- VIII Всеукраинский хоровой фестиваль-конкурс «Вишгородська Покрова» (2016) — Гран-При и Первая премия;[3]
- 23-й Международный хоровой конкурс в городе Превеза, Греция (2017) — Золотая медаль в категории «Произвольная программа» и Специальный приз «За лучшее исполнение православной музыки»[4];
- VIIІ Международный конкурс «PREMIER» (г. Киев, 3 марта 2018) — «Гран-При „в номинации“ Академический вокал»;
- VII Международный фестиваль-конкурс ученической и студенческой молодежи "Зіркафест. Моя Украина "(г. Киев, 28 октября 2018) — «Гран-при „в номинации“ Академический вокал. Хоровой театр»;
- 5-й Международный конкурс искусств «Caspi Art» (Турция, 2019) — «Гран-при» в номинации «Хоровые коллективы»;
- 42-й Международный конкурс-фестиваль «Бидгощські музыкальные импрезы» (Польша, 2019) — Специальная награда Маршала Куявско-Поморского Воеводства с денежной премией и Специальная награда «За лучшее исполнение произведения польского композитора» с денежной премией, а также Почетный кубок фестиваля;
- VII Международный поликультурный фестиваль-конкурс «Переяславский дивограй» (Переяслав-Хмельницкий, 2020) — лоауреат И премии в номинации «Хоровое исполнительство»;
- Международный фестиваль-конкурс"Wawelskie Skarby" (Краков, Польша, 2020) — «Гран-при» в категории «Академический вокал»;
- V Международный конкурс искусств «CA ART WORLD» (Турция, 2020) — "Гран-При " в номинации «Академический хор»;
- Международный онлайн конкурс «Soul» (Киев, 2020) — «Гран-при» в категории «Академический вокал»;
- И Международный интернет-конкурс искусств «ODESSA SUMMER FEST 2020» — лауреат i премии в категории В, «Молодежные хоры»;
- И международный интернет-конкурс искусств "ODESSA SUMMER FEST 2020 " — лауреат I премии в категории F,"современная музыка".

## Международные и всеукраинские фестивали
- IV Европейский молодёжный музыкальный фестиваль (г. Будапешт, г. Эгер, Венгрия, 1995);
- «Максим Березовский и музыкальная культура XVIII века» — Международный фестиваль к 250-летию со дня рождения композитора (Дом ученых, м. Киев, 1995);
- Международный фестиваль по случаю 1100-летия основания венгерского государства (Г. Эгер, Венгрия, 1996);
- «Златоверхий Киев» (1998);
- Первый Всеукраинский конкурс хоровых дирижёров (Киев, 1998);
- VI Международный фестиваль университетских хоров "UNIVERSITAS CANTAT « (Познань, Польша, 2003);
- Международный фольклорный фестиваль „Евразия — 2005“, (Стамбул, Турция);
- Международный молодёжный музыкальный фестиваль „Дружба-2007“ (Синьковка);
- „Неделя украинского пения“ — фестиваль украинской диаспоры в Минске (Беларусь, 2008);
- 48-й Международный фестиваль духовной музыки» VIRGO LAURETANA « (Италия, 2008 г.);
- Хоровая ассамблея „VIVAT, ACADEMIA“ (Киев, 2008);
- XV Международный хоровой фестиваль „NANSY VOIX DU MONDE“ (Франция, 2009);
- Всеукраинские юниорские конкурсы вокального, дирижёрского и инструментально-исполнительского мастерства (Нежин, 2002—2009);
- 50-й Международный фестиваль духовной музыки» VIRGO LAURETANA " (Италия, Лорето, 2010 г.);
- "Нежин-ХОР-ФЕСТ " (2008, 2011 годы);
- "Нежин-МУЗ-ФЕСТ « (2009—2016 годы);
- Рождественский фестиваль „ Христос рождается-славим Его!“(Нежин, 2012 г.);
- 52-й Международный фестиваль духовной музыки» VIRGO LAURETANA « (Италия, Лорето — Рим, 2012 г.);
- 5-й Международный хоровой фестиваль в Авейроне (Франция, 2013 г.);
- XII Международный фестиваль университетских хоров „UNIVERSITAS CANTAT“ (Познань, Польша, 2015)[5];
- XVI Международный фестиваль „CORI D’Europa“ (Руда-Удине-Градо, Италия, 2016 г.)[6];
- 56-й Международный фестиваль духовной музыки» VIRGO LAURETANA « (Италия, Лорето, 2016 г.)[6];
- ІХ Международная Пасхальная Ассамблея „духовность объединяет Украину“ (Киев, НМАУ им. П. И. Чайковского, май, 2017 г.);
- 35-й Международный хоровой фестиваль в городе Превеза, Греция (2017 г.);
- Х Международная Пасхальная ассамблея (Киев, НМАУ им. П. И. Чайковского, май, 2018 г.)[7];
- 5-й Международный хоровой фестиваль в городе Калиш, Польша (2018 г.)[8];
- 19-й Международный фестиваль хорового пения» NANCY VOIX DU MONDE " (город Нанси, Франция, 2018 г.)[8].

## Примечание
1. ↑  Диво хорового співу "Світича" - Всеукраїнський незалежний медійний простір "Сіверщина" (укр.). siver.com.ua. Дата обращения: 17 марта 2024.
2. ↑  Ректорату, Прес-служба. Національний педагогічний університет імені М.П.Драгоманова (укр.). Національний педагогічний університет імені М.П.Драгоманова (30 ноября 2001). Дата обращения: 17 марта 2024. Архивировано 19 апреля 2024 года.
3. ↑  Молодежный хор "Свитич" получил Гран-при на Всеукраинском хоровом конкурсе. Music-Review Ukraine. 25 октября 2016. Проверено 18 ноября 2016. // The actual problems of regional economy development. — 2016-04-11. — Т. 1, вып. 12. — С. 37–44. — ISSN 2313-8246 2518-7589, 2313-8246. — doi:10.15330/apred.1.12.37-44. Архивировано 18 ноября 2016 года.
4. ↑  Ніжинський хор "Світич" привіз "золото" з Міжнародного фестивалю (укр.). Головний сайт Ніжина, де ви знайдете всю інформацію про новини, події та історію міста. Дата обращения: 17 марта 2024. Архивировано 17 марта 2024 года.
5. ↑  Нежинский хор «Свитыч» представил Украину в Польше на фестивале «Universitas Cantat» - Лента новостей Чернигова (укр.). topnews.cn.ua (8 июля 2015). Дата обращения: 17 марта 2024.
6. 1 2  Екатерина, Ивашко. Молодіжний хор «Світич» повернувся з великого турне по Італії (Фото) (укр.). ЧЕline | (30 июля 2016). Дата обращения: 17 марта 2024.
7. ↑  Хор «Світич» – посланець Ніжина на Х Міжнародній Пасхальній асамблеї | Ніжинська міська рада (укр.). nizhynrada.gov.ua. Дата обращения: 17 марта 2024. Архивировано 17 марта 2024 года.
8. 1 2  «Молодіжний хор «Світич»: нові звершення ювілейного сезону» | Ніжинська міська рада (укр.). nizhynrada.gov.ua. Дата обращения: 17 марта 2024. Архивировано 17 марта 2024 года.